# Débranché
Ne doit pas être confondu avec Débranche !.
Albums de Noir Désir
Soyons désinvoltes, n'ayons l'air de rien
(2011) Noir Désir Intégrale
(2020)
Débranché est un album live acoustique de Noir Désir paru le 24 janvier 2020 en double vinyle. Enregistrés dans le cadre d'émissions audiovisuelles, cet album se veut dans l'esprit des disques de la série MTV Unplugged où les grand artistes internationaux donnent un concert en acoustique pour l'émission (dont les albums Unplugged d'Eric Clapton et MTV Unplugged In New York de Nirvana sont les plus connus). 

## Contenu
Le choix des enregistrements est effectué par le label Panthéon de chez Universal destiné à la mise en valeur des archives des artistes et aux rééditions avec l'aide et l'accord des anciens membres du groupe, à l'exception du guitariste Serge Teyssot-Gay qui est « parti ailleurs depuis très longtemps », préférant se concentrer sur sa carrière solo et non plus sur celle du groupe dont il ne veut plus entendre parler.
Cet album est composé de deux parties reprenant deux enregistrements différents. Le premier disque vinyle (33 tours) contient l'enregistrement de la performance du groupe datant du 5 octobre 2002 au Leoncavallo (centre social autogéré) (it) à Milan pour la radio italienne lors de la tournée Des visages des figures où ils reprennent sept titres en acoustique : Si rien ne bouge, Le vent nous portera, L'Homme pressé, Des visages des figures, Les Écorchés, À l'envers à l'endroit et Song for JLP.
Le second disque (maxi 45 tours), issu de l’émission de télévision Much Electric, est enregistré le 20 juin 1997 à Buenos Aires pendant la tournée 666.667 Club. La qualité d'enregistrement est plus faible que celle proposée généralement dans les enregistrements professionnels parus sur disque. Le groupe accompagné du saxophoniste Akosh Szelevényi interprète quatre titres arrangés spécialement pour l'occasion : Un jour en France, Fin de siècle, Song for JLP à nouveau et Back to You. Cet enregistrement était déjà connu dans la discographie puisqu'une partie du concert était déjà publiée sur le DVD de la compilation Soyons désinvoltes, n'ayons l'air de rien en 2011. Les deux enregistrements laissent de côté les guitares électriques pour mettre en avant une ambiance plus intimiste.
La pochette, réalisée par le photographe Yann Orhan, reprend les lettres de « Noir Désir » et « Débranché » en néon blanc sur fond blanc cassé.

## Parution et réception

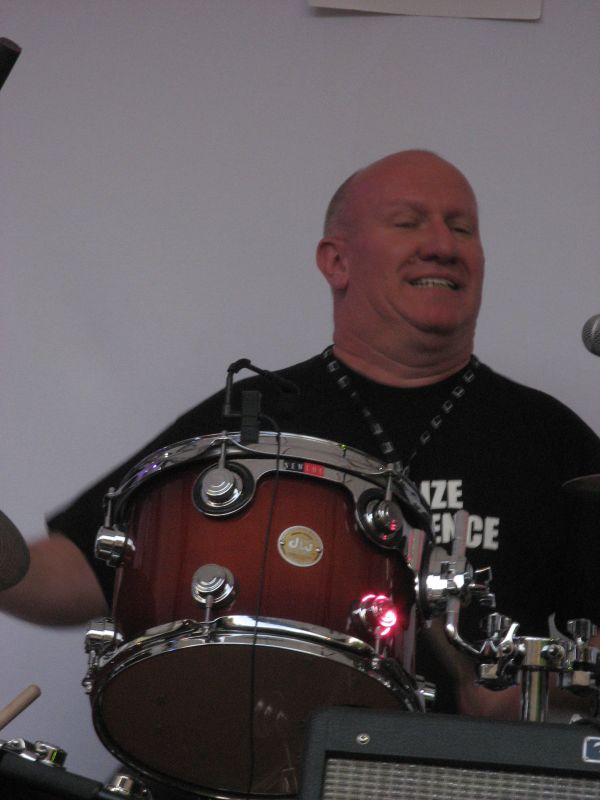
L'ancien batteur Denis Barthe a indiqué qu'il n'y aura ni promotion ni interview à la sortie de l'album.

L'album est annoncé une semaine avant sa sortie le 17 janvier 2020 avec la parution en ligne du premier extrait, À l'endroit à l'envers, en version live acoustique.

La sortie discrète de cet album, sans photo de groupe sur la pochette et le livret, n'est disponible qu'en double vinyle et sur certaines plateformes musicales telles qu'Amazon ou Deezer, ce qui semble logique compte tenu des critiques de militantes féministes et du public à chaque apparition de Bertrand Cantat, l'ex-leader du groupe depuis plusieurs années. Le batteur Denis Barthe explique ce choix par SMS au journal Le Parisien : 
« Bien que nous soyons à l'initiative de ce vinyle, nous avons choisi de ne pas nous exprimer en direct. Après tout ce que nous avons enduré ces dernières années, nous avons fait savoir à notre maison de disques que nous ne prendrions pas la parole. L'angle a bien souvent été faussé, le jour où il ne le sera plus, nous aviserons. Aujourd'hui nous présentons simplement quelque chose de musical, c'est ce qui était et restera le propos de Noir Désir. Il n'aurait jamais dû en être autrement,... »
 La critique parue dans Le Parisien est positive, mettant en avant « la face acoustique d'un groupe qui était surtout célébré pour sa puissance électrique et met en valeur ses autres atouts, la voix écorchée de Bertrand Cantat bien sûr, mais aussi la finesse de Serge Teyssot-Gay, la précision de la section rythmique, leur richesse mélodique, l'alternance de tension et d'émotion. » Il pointe également que le contenu est « d'une grande force ».

## Liste des titres

### Disque 1 / 33 tours - concert du5octobre2002au Leonkavallo à Milan

#### Face A
1. Si rien ne bouge
2. Le vent nous portera
3. L'Homme pressé

#### Face B
1. Des visages des figures
2. Les Écorchés
3. À l'envers à l'endroit
4. Song for JLP

### Disque 2 / Maxi 45 tours - concert du20juin1997à l'émission de télévisionMuch Electricà Buenos Aires

#### Face A
1. Un jour en France
2. Fin de siècle

#### Face B
1. Song for JLP
2. Back to You